# Hrabstwo Yavapai

Piramida wieku hrabstwa

Hrabstwo Yavapai – hrabstwo w USA, w zachodnio-centralnej części stanu Arizona. W 2023 roku liczy 249,1 tys. mieszkańców, co czyni je czwartym najbardziej zaludnionym hrabstwem stanu. Stolicą jest Prescott, a największym miastem Prescott Valley.

## Historia
Yavapai powstało w 1865 roku i jest jednym z czterech oryginalnych hrabstw Terytorium Arizony, powstałego w 1863 r. Nazwa pochodzi od plemienia indiańskiego Yavapai zamieszkującego Arizonę. Nazwa ta dosłownie oznacza „ludzi słońca”.

## Geografia
Całkowita powierzchnia wynosi 21 051 km² z tego tylko 12 km² (0,06%) stanowi woda. Zróżnicowany krajobraz przechodzi od pustyni Sonora na południu, do wyżyn płaskowyżu Coconino na północy i Mogollon Rim (krawędź Wyżyny Kolorado) na wschodzie. Najwyższym punktem nad poziomem morza jest Mt. Union (2432 m n.p.m.), położony w Lesie Narodowym Prescott.

### Sąsiednie hrabstwa
- Mohave – zachód
- La Paz – południowy zachód
- Maricopa – południe
- Gila – wschód
- Coconino – północ, północny wschód

### Miejscowości
- Camp Verde
- Chino Valley
- Cottonwood
- Clarkdale
- Dewey-Humboldt
- Jerome
- Prescott
- Prescott Valley
- Sedona

### CDP
- Ash Fork
- Bagdad
- Black Canyon City
- Congress
- Cordes Lakes
- Cornville
- Lake Montezuma
- Mayer
- Paulden
- Peeples Valley
- Seligman
- Spring Valley
- Verde Village
- Village of Oak Creek
- Wilhoit
- Williamson
- Yarnell

## Demografia
W 2022 roku, w hrabstwie 92,8% mieszkańców stanowiła ludność biała (78,9% nie licząc Latynosów), 2,4% miało rasę mieszaną, 2,2% to rdzenna ludność Ameryki, 1,4% Azjaci, 1% czarnoskórzy Amerykanie lub Afroamerykanie i 0,2% pochodziło z wysp Pacyfiku. Latynosi stanowili 15,7% ludności hrabstwa.
Do największych grup należą osoby pochodzenia niemieckiego (20,1%), angielskiego (15,9%), irlandzkiego (14,2%), meksykańskiego (12,4%), włoskiego (4,8%), „amerykańskiego” (4,8%), szkockiego lub szkocko–irlandzkiego (4,7%) i francuskiego lub francusko–kanadyjskiego (4,6%).

## Galeria

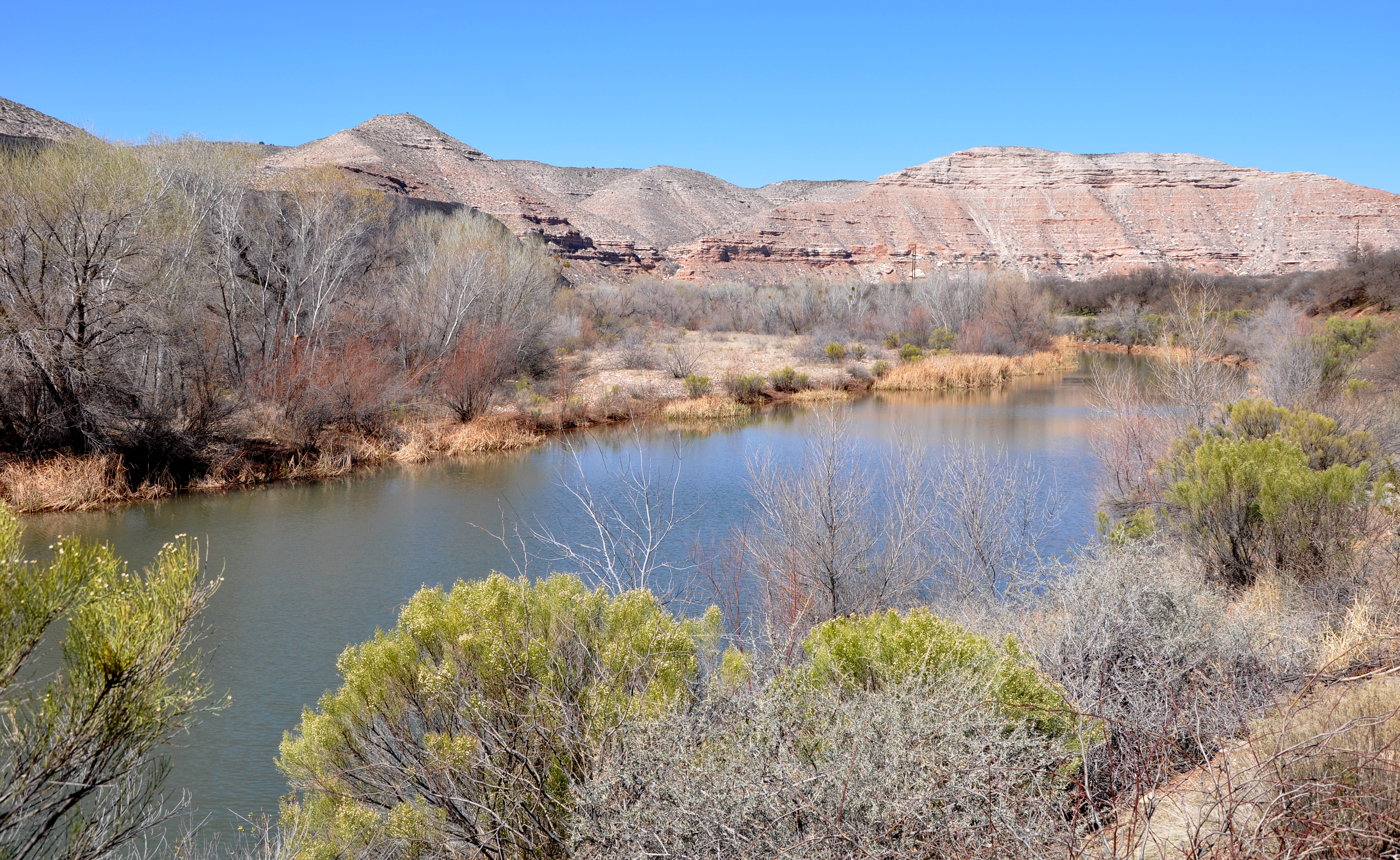
Rzeka Verde
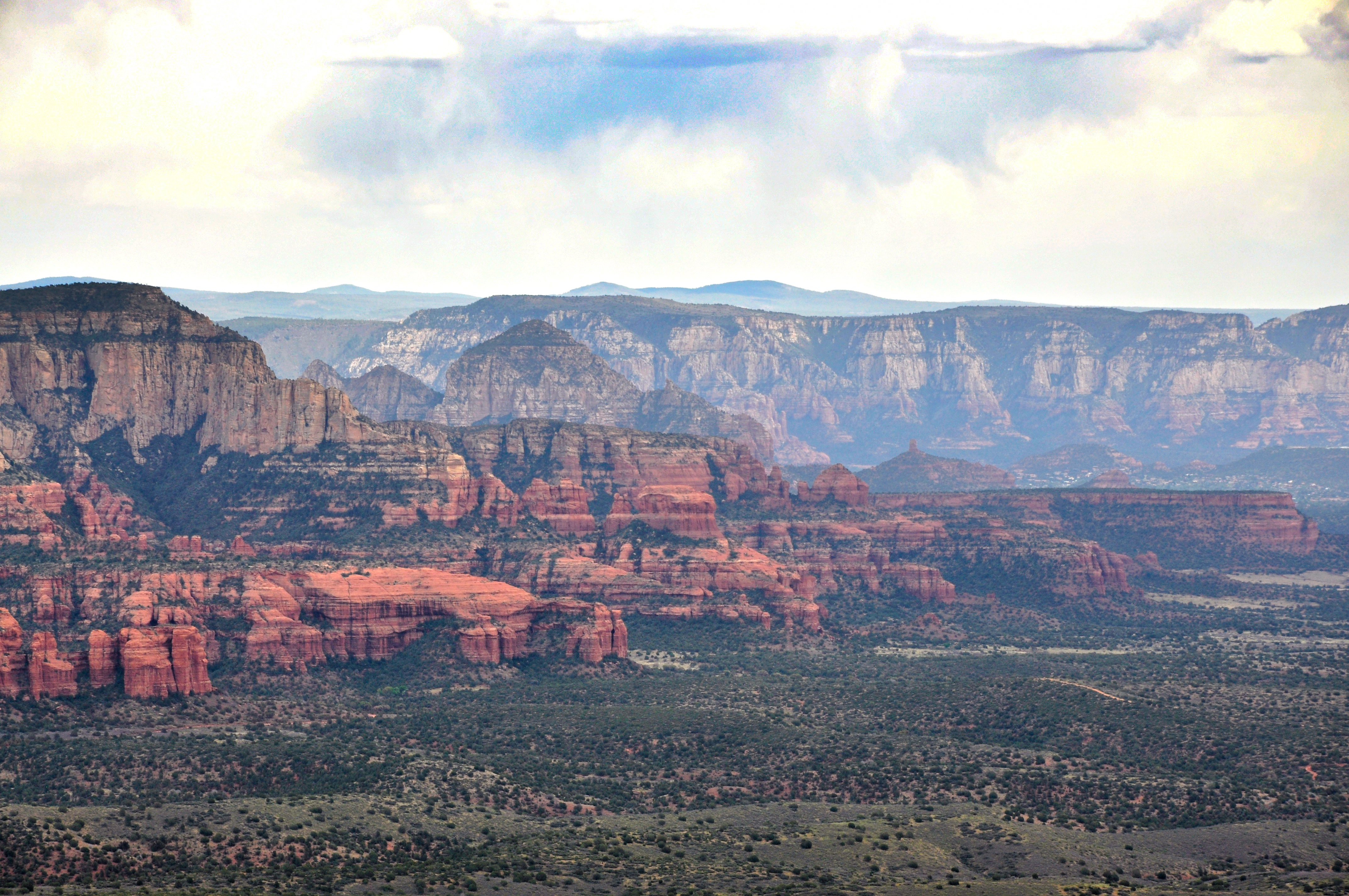
Park Stanowy Red Rock
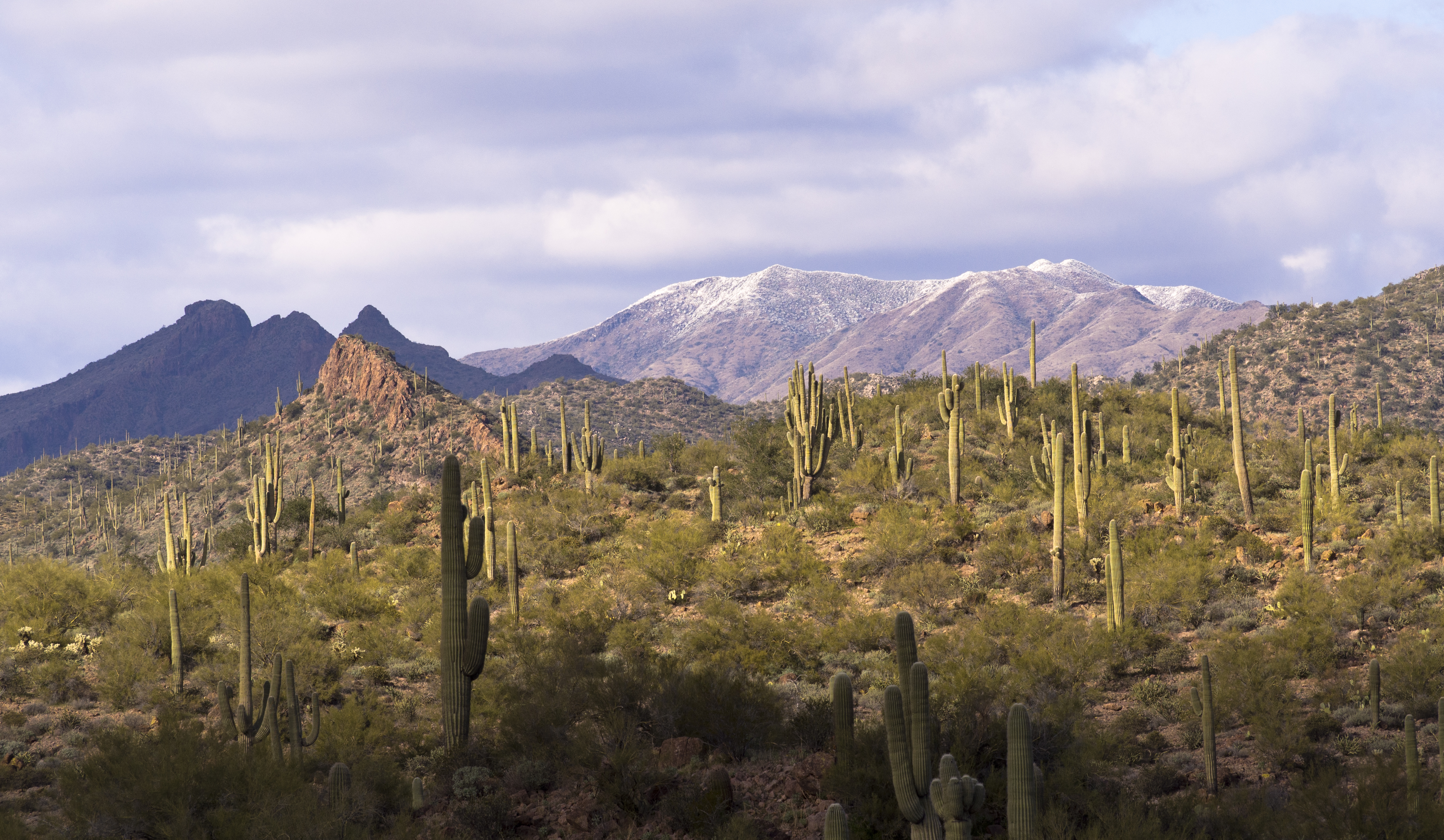
Bradshaw Mountains
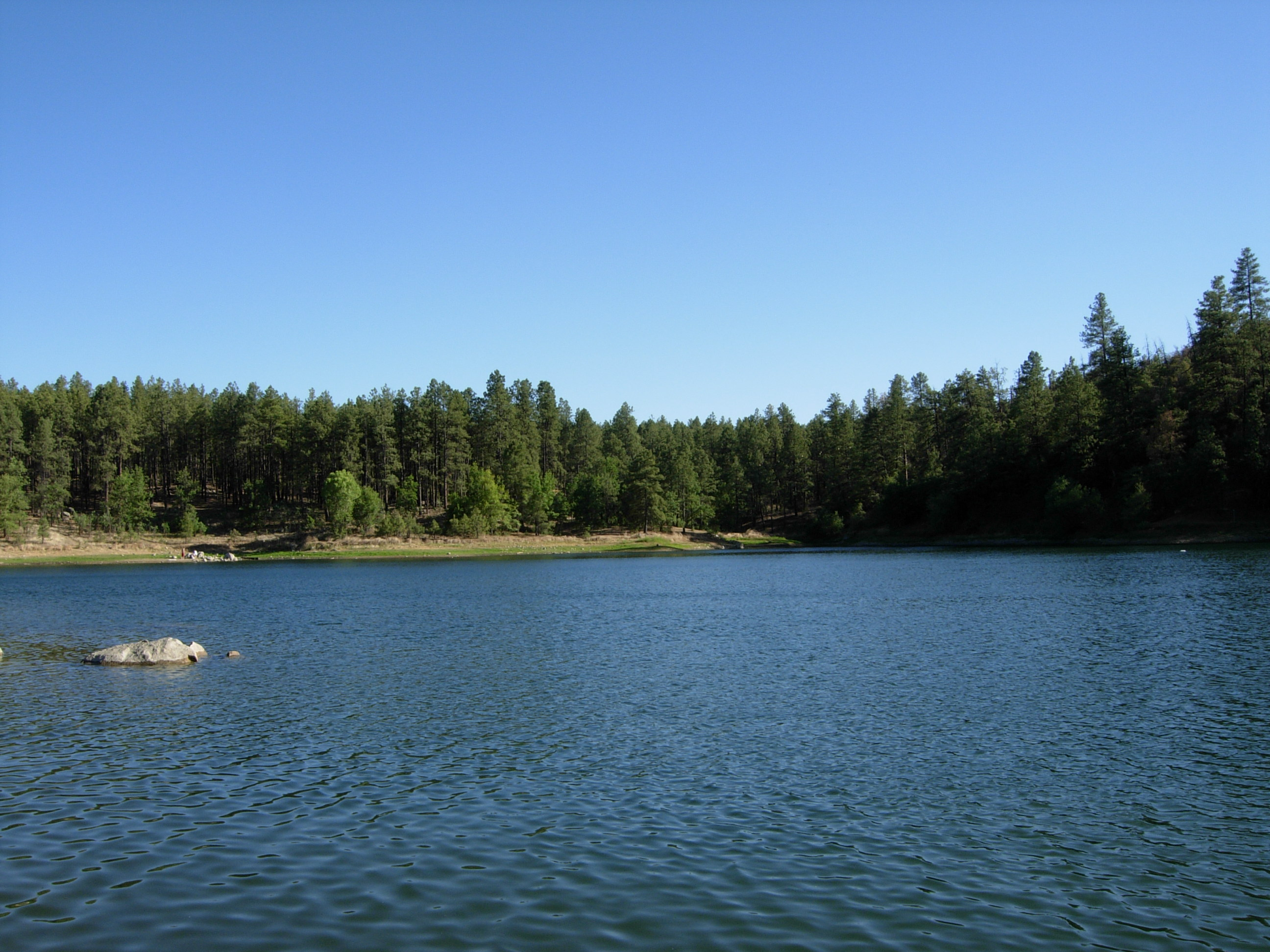
Jezioro Goldwater
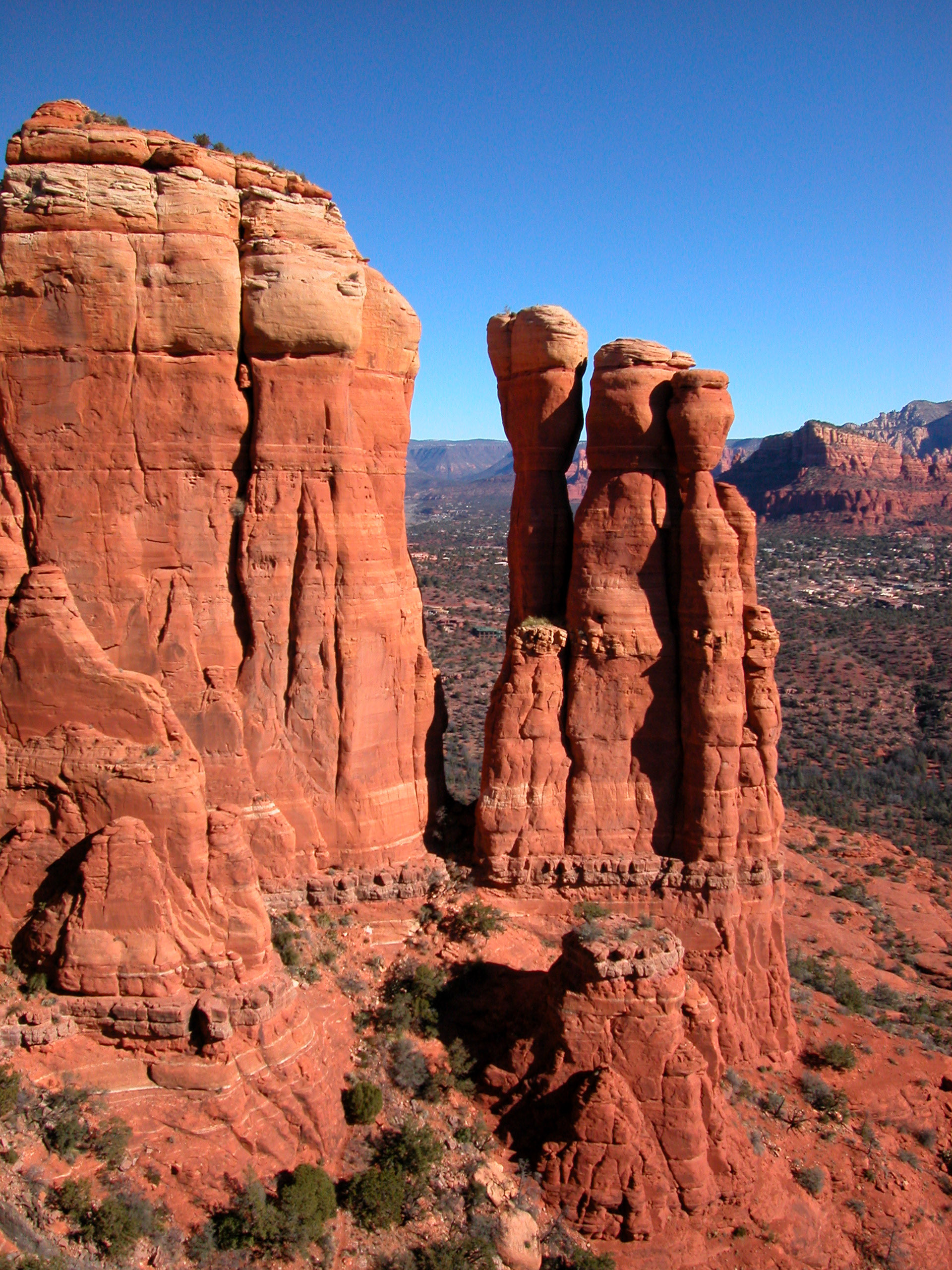
Cathedral Rock
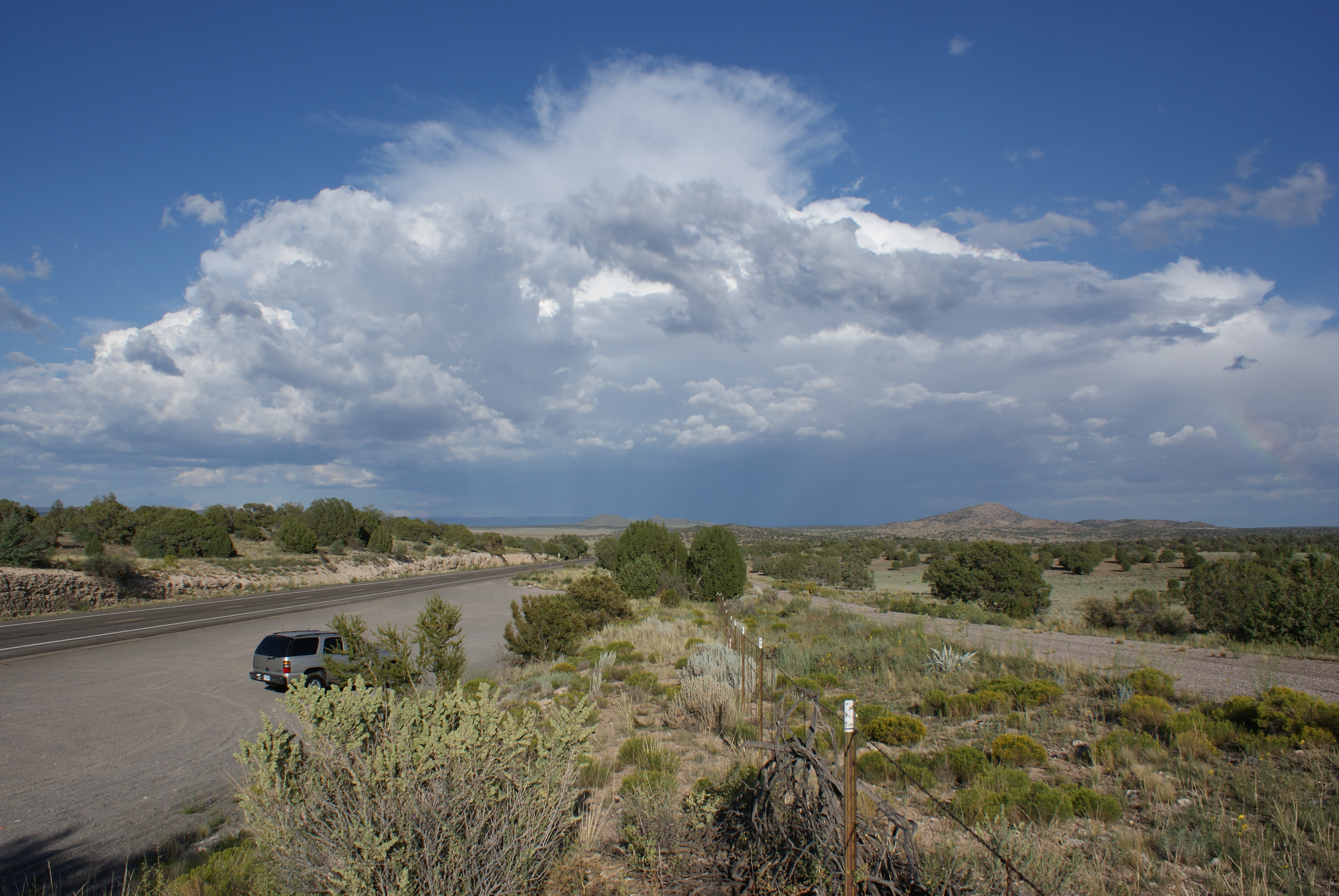